# غارتس
غارتس (بالألمانية: Gartz) هي مدينة وبلدة ألمانية تقع في ألمانيا في براندنبورغ. يقدر عدد سكانها بـ 2,521 نسمة .

## المدن التوأمة
مدن Wentorf bei Hamburg وغريفينو هي مدن توأمة لـغارتس.

## أعلام
- يوهان كريستيان لودويغ هيلويج
- فريتز غروبا
- جوناثان بول